# Masdevallia schroederiana
Masdevallia schroederiana är en orkidéart som beskrevs av Harry James Veitch. Masdevallia schroederiana ingår i släktet Masdevallia och familjen orkidéer.
Artens utbredningsområde är Costa Rica. Inga underarter finns listade i Catalogue of Life.

## Bildgalleri

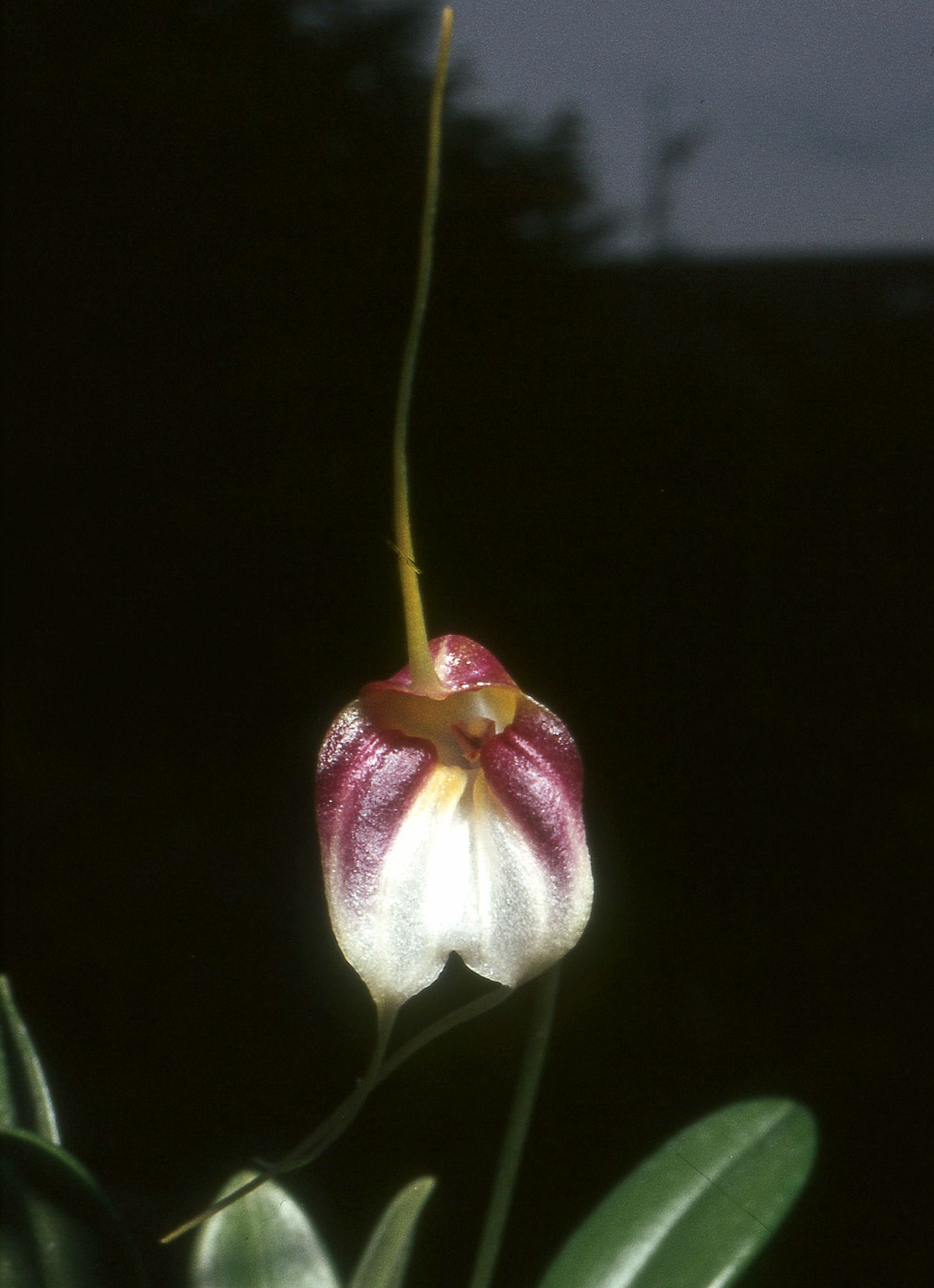
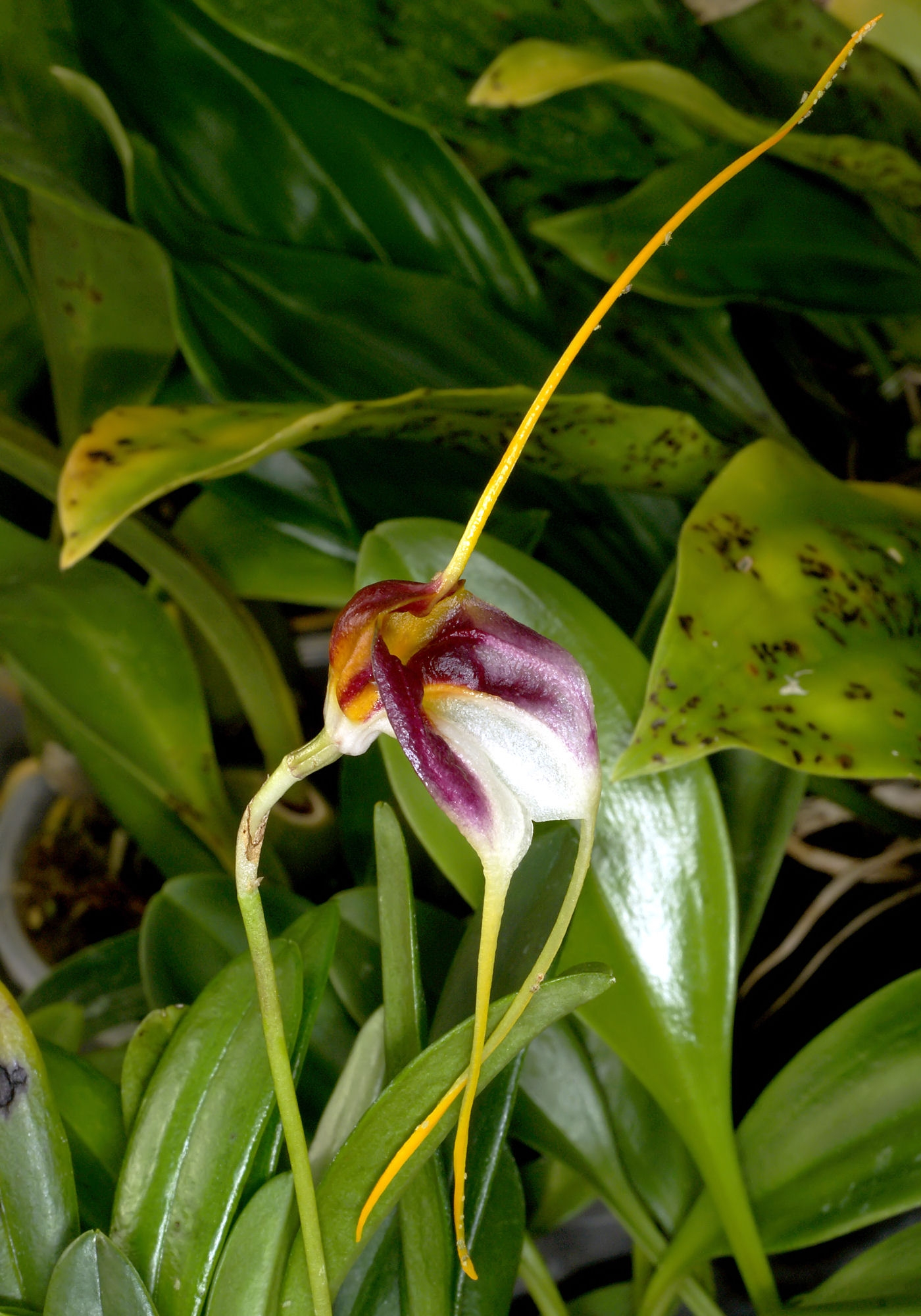
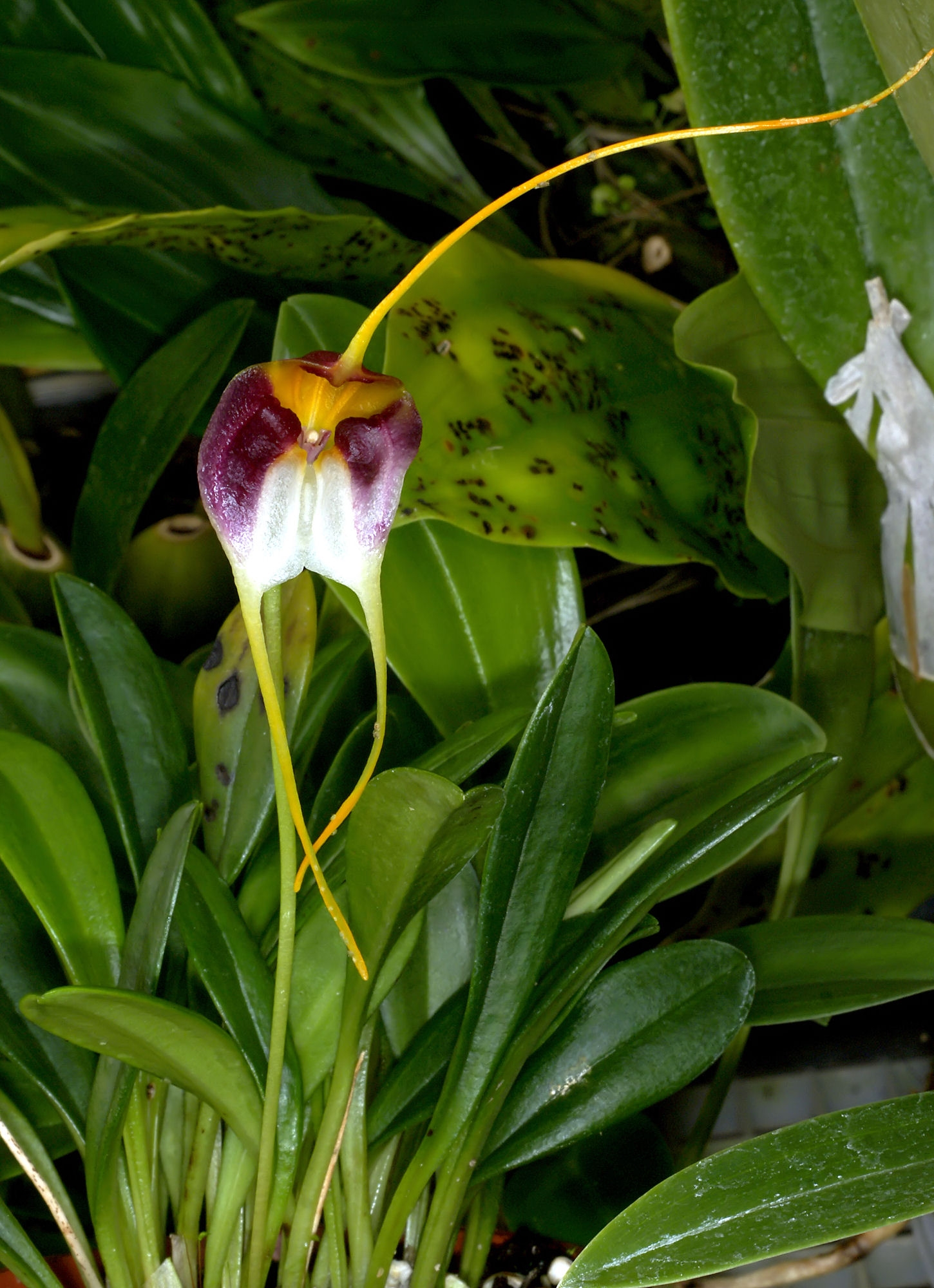
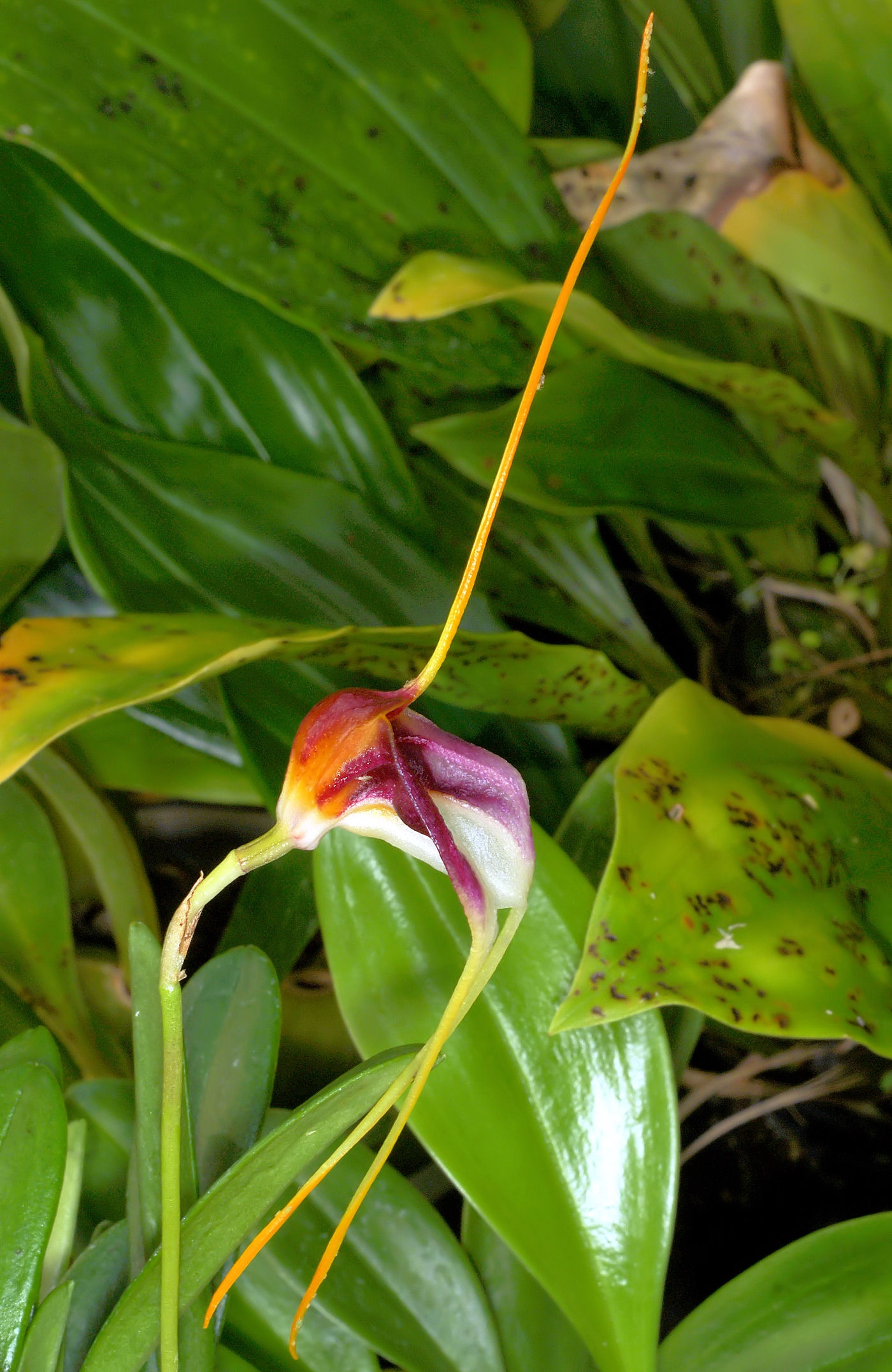
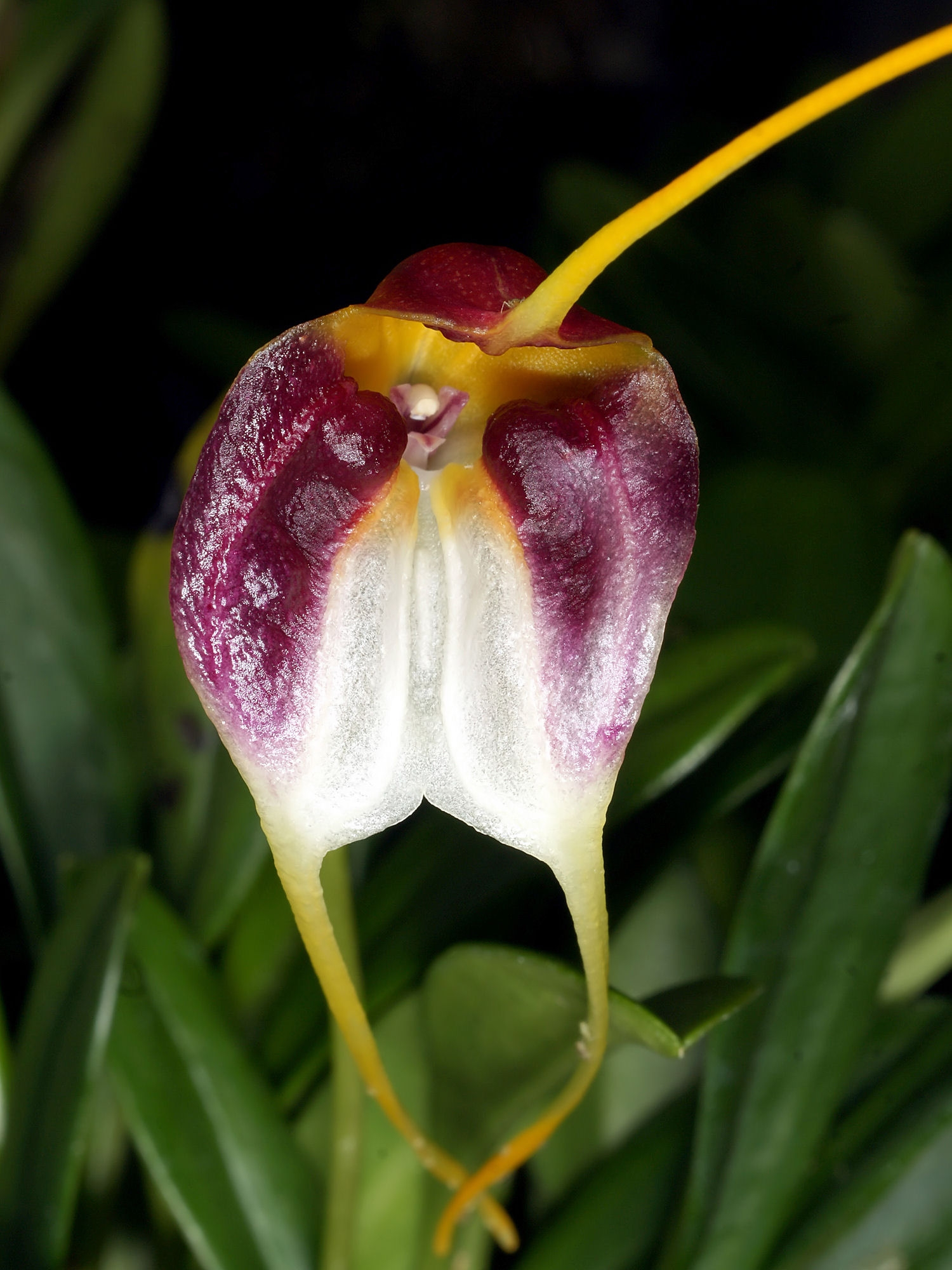
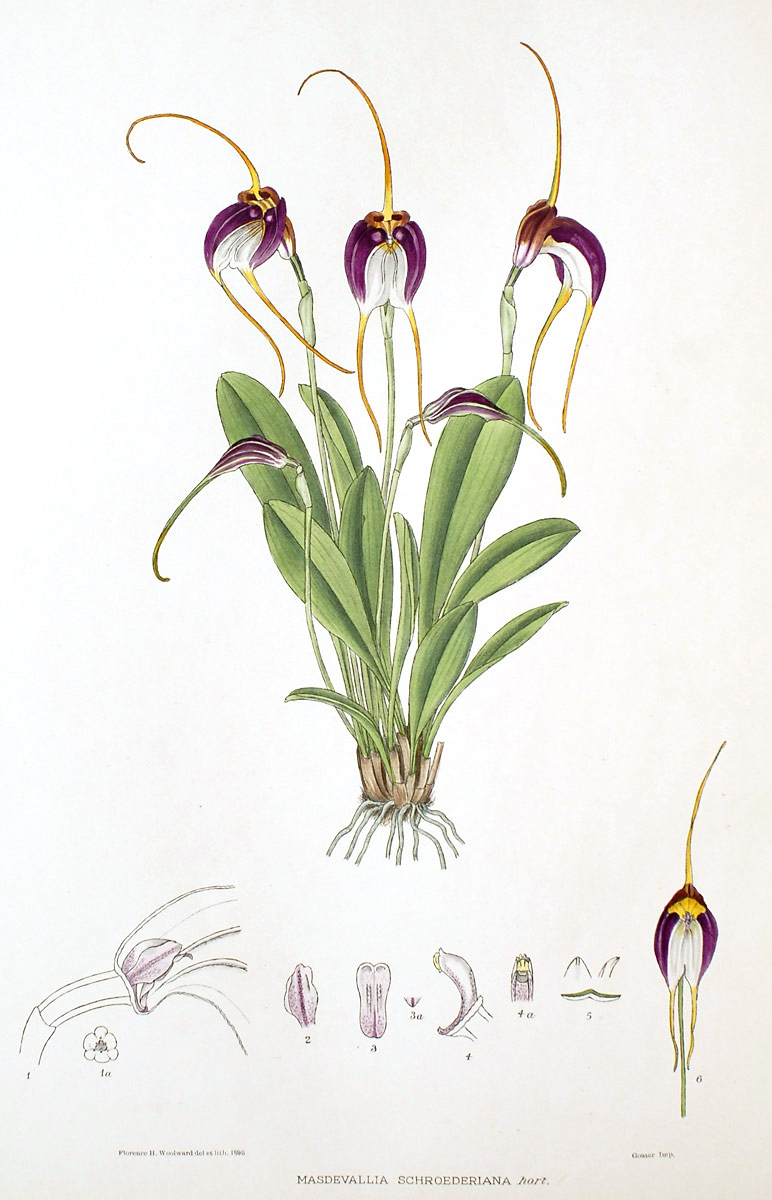